# Tobaksfakta
Tobaksfakta är en ideell intresseorganisation som arbetar för ett tobaksfritt samhälle och verkar med stöd av Folkhälsomyndigheten. De arbetar på uppdrag av 18 medlemsorganisationer som till exempel Läkare mot tobak, Lärare mot tobak, Vi som inte röker och Astma- och Allergiförbundet.

## Medlemsorganisationer
| - Läkare mot Tobak - Sjuksköterskor mot Tobak - Tandvård mot Tobak - Lärare mot Tobak - Psykologer mot Tobak - Yrkesföreningar mot Tobak - Vi som inte röker - Cancerfonden - A Non Smoking Generation | - Riksförbundet Smart - Astma- och Allergiförbundet - Unga Allergiker - Hjärt-Lungfonden - Tobakspreventivt nätverk i landsting och regioner, TPLR - Smart Ungdom - Hjärt- och Lungsjukas Riksförbund - Nätverket mot cancer - Lungcancerförbundet Stödet |